# والتر باته
والتر باته (آلمانی: Walter Bathe؛ ۱ دسامبر ۱۸۹۲ – ۲۱ سپتامبر ۱۹۵۹) یک شناگر اهل آلمان بود.
وی در بازی‌های المپیک تابستانی ۱۹۱۲ در مجموع برندهٔ ۲ مدال طلا شده‌است.